# Una partita a golf
Una partita a golf (Donald's Golf Game) è un film del 1938 diretto da Jack King. È un cortometraggio animato della serie Donald Duck, prodotto dalla Walt Disney Productions e uscito negli Stati Uniti il 4 novembre 1938, distribuito dalla RKO Radio Pictures. Il corto è conosciuto anche con il titolo Paperino e la partita di golf. Nel novembre 1984 fu inserito nel film di montaggio Buon compleanno Paperino.

## Trama
Paperino va a giocare a golf, portandosi dietro Qui, Quo e Qua come caddie. Arrivato a destinazione, Paperino ordina ai nipoti di non far rumore, ma loro si divertono a provocarlo, facendolo arrabbiare a tal punto da fargli spezzare la mazza. Qui, Quo e Qua danno allora allo zio una mazza truccata, la quale, al momento di colpire la palla, si trasforma in un retino. Un nipotino dà a Paperino una nuova mazza, la quale stavolta diventa un ombrello. Quando finalmente Paperino si sta divertendo, i ragazzi chiudono una cavalletta in una palla da golf finta e la mettono al posto di quella vera all'insaputa del papero. Paperino colpisce così la palla finta che però, saltando, continua ad allontanarsi da Paperino, il quale si mette perciò a inseguirla. Dopo un inseguimento, Paperino riesce a scoprire l'inganno, ma subito dopo viene immobilizzato a terra. Dopo essersi liberato, il papero lancia infuriato a Qui, Quo e Qua una delle mazze truccate, ma essa si trasforma in un boomerang, che fa finire Paperino con la testa in buca.

## Distribuzione

### Edizioni home video

#### DVD
Il cortometraggio è incluso nei DVD Walt Disney Treasures: Semplicemente Paperino - Vol. 1 e Topolino: sole, sale e sport.